# David Janer i Oliveras
David Janer i Oliveras (Granollers, 5 de maig de 1973) és un actor català.

## Biografia[calcitació]
Després d'acabar els estudis d'Informàtica al Centre d'Estudis Politècnics de Barcelona, es matricula al Centre d'Activitats Escèniques La Saleta a la seva localitat natal, Granollers. Allà participaria en els seus dos primers espectacles teatrals, El manuscrit del tinent i El somni d'una nit d'estiu.
Més tard va estar lligat a l'escola Carles Lasarte, on va rebre cursos d'interpretació que compaginava amb feines temporals.
Les seves primeres oportunitats arriben de la mà de Televisió de Catalunya, a la qual ha estat lligat durant tot la seva carrera i on participaria en projectes com Temps de Silenci o Laberint d'Ombres, entre d'altres.
El 2001 és escollit per encapçalar, juntament amb Begoña Maestre, la segona "pandilla" protagonista de la sèrie Compañeros després de la sortida d'Antonio Hortelano, Eva Santolaria i companyia. Aquest personatge, que va interpretar durant dues temporades sense arribar a revalidar l'èxit dels seus antecessors, li donaria gran popularitat.
Entre els seus projectes cinematogràfics destaquen Anita no perd el tren, protagonitzada per José Coronado i Rosa Maria Sardà, o Entre viure i somiar, amb Carmen Maura i dues actrius que també van passar per Compañeros: Elena de Frutos i Duna Jove.
Més recentment va col·laborar en diversos capítols de Mesa para cinco a La Sexta, a més d'entrar a formar part del repartiment de Los hombres de Paco a Antena 3, com a investigador d'Assumptes interns.
No hem d'oblidar les seves incursions en el teatre, entre les quals Celobert juntament amb Josep Maria Pou i Marta Calvó, així com les seves incursions en el món de la publicitat amb espots per a la DGT o El Corte Inglés entre d'altres, o la seva participació en videoclips, com és el cas de la cançó San Pedro del grup Revolver.
David està estudiant assignatures de 4t i 5è curs de Filosofia per la UNED, estudis que compagina amb la seva carrera d'actor. Actualment interpreta amb gran èxit d'audiència el paper de Gonzalo de Montalvo a la sèrie Águila roja, emesa per TVE1.

## Trajectòria

### Televisió
- Laberint d'ombres (2000)
- Temps de silenci (2001)
- Compañeros (2001-2002)
- 16 dobles (2002)
- De moda (2004
- El cor de la ciutat (2004)
- Mesa para cinco (2006)
- Mar de fons (2006)
- Cuenta Atrás
- Los Hombres de Paco (2006-2007)
- Águila roja (2009)

### Cine
- Atrapa-la (2000), de Dominic Harari i Teresa Pelegri.
- Anita no perd el tren (2001), de Ventura Pons.
- L'Escala de diamants (2003), de Jordi Marcos.
- Iris TV (2003), de Xavier Manich.
- Entre viure i somiar (2004), de Alfonso Albacete i David Menkes.
- Los girasoles ciegos 2008
- Águila roja: la pel·lícula (2011).

### Teatre
- El manuscrito del teniente
- La enfermedad de la juventud
- El sueño de una noche de verano (1998-1999)
- Celobert (2002-2004)
- Tape (2004).